# Partido de Renovação Social (Angola)
O Partido de Renovação Social (PRS) é um partido político em Angola, com representação na Assembleia Nacional, fundado em 1990, em Luanda, município de Viana, bairro Grafanil, Rua do Comércio. O partido define-se como de centro-esquerda, com ideologia federalista e progressista.

## Histórico
Na primeira eleição que participou, em 1992, ganhou seis assentos na Assembleia Nacional. Em 1999, o partido passou por um período de conflito interno, em que quatro deputados foram expulsos.
O PRS conquistou 3,17% dos votos na eleição parlamentar de setembro 2008, ganhando oito assentos dos 220 da Assembleia Nacional. É um desempenho particularmente bom nas províncias de Lunda Sul e Lunda Norte, embora tenha ficado em segundo lugar, atrás do partido governante, o Movimento Popular de Libertação de Angola (MPLA).
Nas eleições parlamentares de 2012 o partido viu sua bancada reduzir-se a três cadeiras, e na de 2017 a duas.

### Crise interna e cisão pós-eleições de 2017
Após as eleições gerais realizadas em Angola em agosto de 2017, o Partido de Renovação Social (PRS) entrou num ciclo de instabilidade política e organizacional que culminou numa cisão interna relevante. O descontentamento de parte da sua estrutura com a liderança resultante do 5.º Congresso Ordinário, realizado em maio de 2018, levou à saída de mais de 20 membros da direção central e de estruturas provinciais, incluindo quadros seniores e intermédios.
A origem da crise esteve associada à disputa interna pela liderança do partido, na qual o então secretário para a Economia e Finanças do PRS, Sapalo António, foi derrotado por Benedito Daniel. A ala que apoiava Sapalo António considerava que o partido deveria seguir uma linha de gestão mais participativa e descentralizada, em oposição ao que classificaram como um dirigismo excessivo da nova direção. Este ambiente de insatisfação generalizada levou à fundação de um novo projeto político: o Partido Humanista Democrático (PHD).
Apesar de publicamente ter negado envolvimento direto com o novo partido, Sapalo António foi apontado como uma das figuras centrais na articulação do movimento dissidente. A comissão instaladora do PHD passou a ser liderada por André Casimiro e Silvestre Muacuambi Jacob, e integrou ainda um conjunto de ex-dirigentes com atuação destacada no seio do PRS. Entre eles figuravam: Pedrito Cuchiri, Aurélio Natakana Jeremias, André de Castro Mundando, Domingos Tchiculo Tchinguenji, Romeu António Manuel, Pedro Almeida Capumba, Rufino Kissonde e Joaquim Pedro Mbimbe.
De acordo com os membros da comissão instaladora, a decisão de abandonar o PRS não se deveu exclusivamente à derrota interna no congresso, mas sim ao afastamento progressivo da direção de princípios democráticos e da inclusão institucional. A crise intensificou-se com o abandono de vários secretários provinciais, entre os quais se destacam os das províncias do Uíge, Malanje e Lunda Norte — casos em que os responsáveis locais apresentaram formalmente as suas cartas de desvinculação.
Em resposta, o então secretário nacional para Informação e Comunicação do PRS, Rui Malopa Migue, reconheceu o momento delicado, mas minimizou os efeitos da debandada, sublinhando que o partido continuava a operar em todas as províncias e que estava em curso um esforço de reestruturação com foco no recrutamento de novos militantes. Afirmou ainda que, em contextos democráticos, a saída de membros é parte natural da dinâmica partidária, sem que isso comprometa a continuidade institucional da organização. Mujoco, Ireneu (6 de março de 2018). «Mais de 20 ex-dirigentes do PRS integram comissão instaladora do PHD». https://www.opais.ao/politica/dissidentes-do-pr-s-integram-partido-humanista-democratico/. O País
Para as eleições gerais de Angola de 2022, o partido indicou Benedito Daniel como cabeça de lista. O partido ficou em terceiro nas eleições, com 71.351 de votos nas urnas, registrando 1,14%, mantendo as 2 cadeiras parlamentares.

## Resultados eleitorais

### Eleições presidenciais
| Data | Candidato apoiado | 1ª Volta | 1ª Volta | 1ª Volta      | 2ª Volta        | 2ª Volta        | 2ª Volta        |
| Data | Candidato apoiado | CI.      | Votos    | %             | CI.             | Votos           | %               |
| ---- | ----------------- | -------- | -------- | ------------- | --------------- | --------------- | --------------- |
| 1992 | Rui Pereira       | 11.º     | 9 208    | 0,23 / 100,00 | Não se realizou | Não se realizou | Não se realizou |

### Eleições legislativas
| Data | Líder            | CI. | Votos   | %             | +/-  | Deputados | +/-     | Status   |
| ---- | ---------------- | --- | ------- | ------------- | ---- | --------- | ------- | -------- |
| 1992 | Rui Pereira      | 5.º | 89 875  | 2,27 / 100,00 |      | 6 / 220   |         | Oposição |
| 2008 | Eduardo Kuangana | 3.º | 204 746 | 3,17 / 100,00 | 0,90 | 8 / 220   | 2       | Oposição |
| 2012 | Eduardo Kuangana | 4.º | 98 233  | 1,70 / 100,00 | 1,47 | 3 / 220   | 5       | Oposição |
| 2017 | Benedito Daniel  | 4.º | 89 763  | 1,33 / 100,00 | 0,37 | 2 / 220   | 1       | Oposição |
| 2022 | Benedito Daniel  | 3.º | 70 398  | 1,13 / 100,00 | 0,20 | 2 / 220   | Estável | Oposição |